# 2010年诗巫补选
马来西亚诗巫区原国会议员刘会洲于2010年4月9日因肝癌逝世后，导致该区议席悬空。诗巫区在2010年5月16日举行一场补选来填补该区议席。在本次选举中，砂拉越人民联合党籍刘会耀代表国民阵线（国阵）捍卫议席，砂拉越州议员、民主行动党（行动党）籍黄和联则挑战这个议席。黄和联最终以398张选票的差距，从国阵手中获得议席。
是次补选共有5万4695名登记选民，大多数为华族选民。在2008年的大选，刘会洲以3235张选票的差距击败对手黄和联和林政全（人民公正党），成功保住议席。自从行动党在1982年最后一次赢得诗巫区议席后，国阵就于后续选举成功拿下并捍卫议席。
在该次补选当中，执政联盟国阵与反对派就贫困、教育和发展等当地课题进行交锋。

## 批评
首相纳吉·阿都拉萨在诗巫补选投票前夕，在拉让花园（Rejang Park）开出500万令吉治水支票的举动，因为《当今大马》的现场录影，让事件在网路继续热烧。评论人玛丽安（Mariam Mokhtar）在观看录影后炮轰，纳吉言论竟公然地买票，同时藐视人民，而且态度傲慢和虚假。
5月17日，诗巫补选虽然落幕但争议未息，民主行动党全国主席卡巴星指控纳吉，公然以500万令吉治理水患的经费，诱惑选民把票投给国阵的行为，是违法的贿选，足可让纳吉坐牢。